# Bruce McCulloch
Pour les articles homonymes, voir McCulloch.
Bruce McCulloch est un acteur, réalisateur et scénariste canadien, né le 12 mai 1961 à Edmonton (Canada).

## Filmographie

### Comme acteur
- 1987 : Anne of Green Gables: The Sequel (TV) : Fred Wright
- 1996 : Kids in the Hall: Brain Candy : Alice / Cisco / Grivo / Worm pill scientist / Cop #2 / Cancer boy / White-trash man
- 1998 : Dog Park : Jeff
- 1998 : Twitch City (série TV) : Rex Reilly (1998)
- 1999 : Dick, les coulisses de la présidence (Dick) : Carl Bernstein
- 2001 : Chroniques de San Francisco (Further Tales of the City) (feuilleton TV) : Father Sean 'Paddy' P. Starr
- 2002 : Kids in the Hall: Tour of Duty (vidéo) : Various
- 2002 : Harvard à tout prix (Stealing Harvard) : Fidio the Lawyer

### Comme réalisateur
- 1992 : Coleslaw Warehouse
- 1998 : Dog Park
- 1999 : Superstar
- 2002 : Harvard à tout prix (Stealing Harvard)
- 2005 : Back to Norm (TV)
- 2006 : Comeback Season
- 2010 : Death Comes to Town

### Comme scénariste
- 1996 : Kids in the Hall: Brain Candy
- 1998 : Dog Park
- 2002 : Kids in the Hall: Tour of Duty (vidéo)